# Один доллар (Гонконг)
Гонконгский доллар ($1) — разменная единица гонконгского доллара, четвёртая по величине и равная ста центам.

## История выпуска
Впервые монета была выпущена в 1866 году, металл — серебро, диаметр 38 мм, масса 26.96 г, толщина 2.8 мм. В течение последующих трёх лет было выпущено 2.109.000 штук.
Позднее, в 1960 году, выпуск продолжился. Был изменен сплав монет и их характеристики. Сплав — медно-никелевый, диаметр 30 мм, толщина 2.25 мм и вес 11.66 г. Вышла монета из обращения лишь в 1978 году.
На всех монетах после 1993 года фигурировала надпись QUEEN ELIZABETH THE SECOND.
В 1993 году портрет Елизаветы II был заменен на Баухинию, также монеты выглядят и на сегодняшний день.
| Период                        | $1.00                                                                      |
| ----------------------------- | -------------------------------------------------------------------------- |
| 1866—1868 (Серебряные монеты) | 2,109,000                                                                  |
| 1960                          | 40,000,000 H mint mark, 40,000,000 KH                                      |
| 1970                          | 15,000,000 H                                                               |
| 1971                          | 8,000,000 H                                                                |
| 1972                          | 20,000,000                                                                 |
| 1973                          | 8,125,000                                                                  |
| 1974                          | 26,000,000                                                                 |
| 1975                          | 22,50,000                                                                  |
| 1978                          | 120,000,000                                                                |
| 1979                          | 104,000,000                                                                |
| 1980                          | 100,000,000                                                                |
| 1987                          | ???                                                                        |
| 1988                          | 20,000,000                                                                 |
| 1989                          | 20,000,000                                                                 |
| 1990                          | ???                                                                        |
| 1991                          | ???                                                                        |
| 1992                          | 25,000,000                                                                 |
| 1993                          | Нет данных                                                                 |
| 1994                          | Нет данных                                                                 |
| 1995                          | Нет данных                                                                 |
| 1996                          | Нет данных                                                                 |
| 1997                          | Нет данных                                                                 |
| 1998                          | Нет данных                                                                 |
|                               | /// = не выпускались, ??? = нет данных, — = выпускались только для наборов |